# Adrien Jaccottet
Adrien Jaccottet (Basilea, 19 luglio 1983) è un arbitro di calcio svizzero.

## Carriera

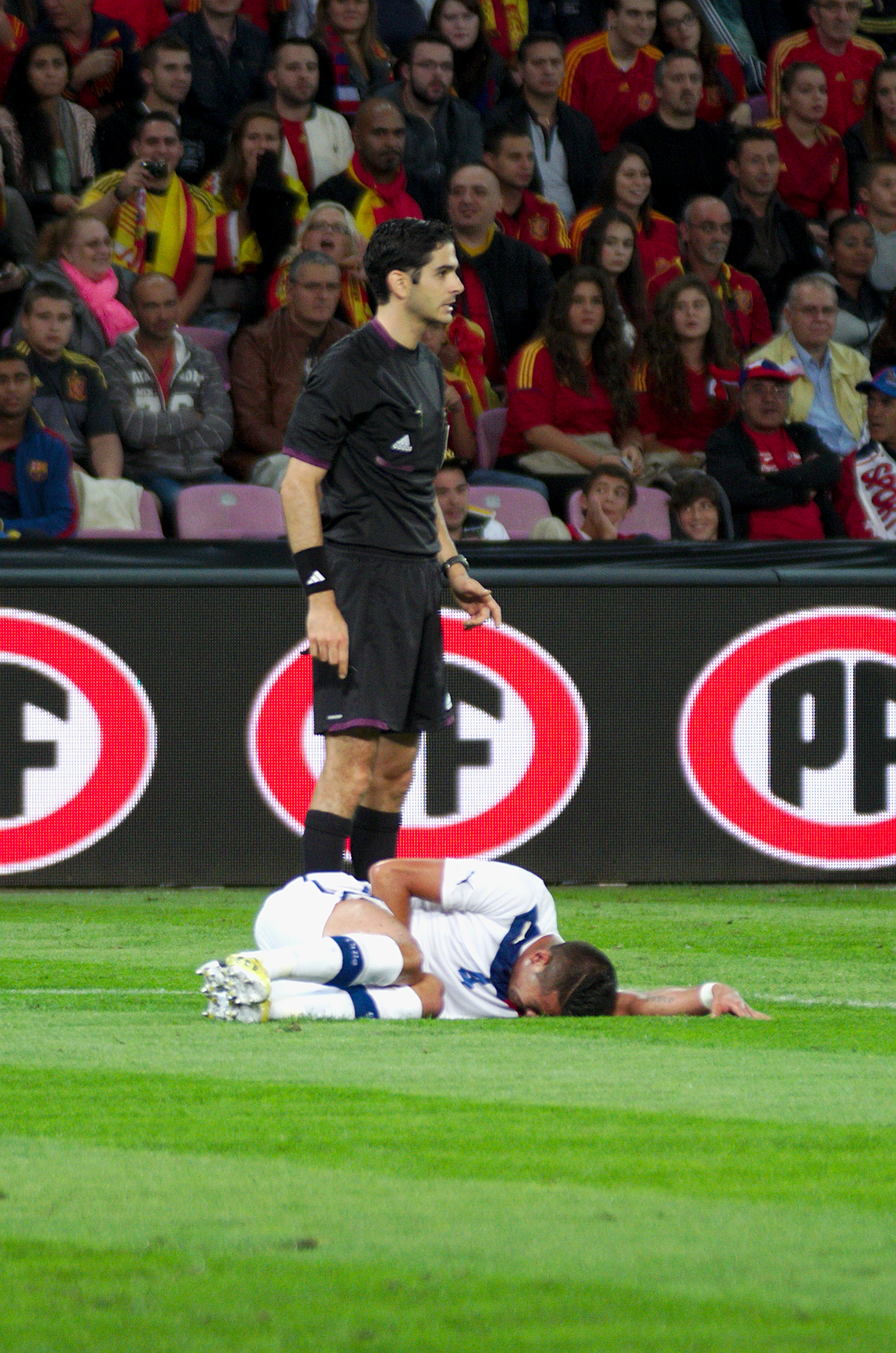
Jaccottet nel 2013 in un'amichevole tra Spagna e Cile a Ginevra.

Nato a Basilea, in Svizzera, e impegnato come avvocato, inizia ad arbitrare a 16 anni, nel 1999, e nel 2005, a 22 anni, arriva in 1ª Lega, ai tempi terza serie svizzera, debuttando il 6 agosto nella sfida tra Frauenfeld e Tuggen, vinta per 1-0 dagli ospiti. Arbitrerà in questa divisione fino al 2010, per un totale di 72 gare, 2 delle quali nei play-off 2006-2007 e 2007-2008.
Nel 2008 passa in Challenge League, seconda serie, esordendo il 15 marzo in Wohlen-Delémont 4-1.
L'8 agosto 2010 arriva la prima in massima serie, quando dirige Lucerna-Sion, vinta dagli ospiti per 3-2.
Il 5 luglio 2012 viene designato per la prima volta in una sfida europea, l'1-0 dei nordirlandesi del Cliftonville sugli svedesi del Kalmar a Belfast nell'andata del 1º turno di qualificazione all'UEFA Europa League 2012-2013.
Dopo aver diretto alcune gare di Nazionali Under dal 2009 in poi, il 10 settembre 2013 fa l'esordio da internazionale nell'amichevole Spagna-Cile giocata a Ginevra e finita 2-2.
Il 15 luglio 2014 esordisce in Champions League nell'andata del secondo turno di qualificazione, a Ta' Qali,
Malta, nella gara vinta 1-0 dagli azeri del Qarabağ contro il Valletta.
Nel 2015 viene scelto per il Europeo Under-17, dove arbitra 4 gare, tra le quali la semifinale Belgio-Francia 2-3 d.c.r.
Il 17 settembre 2015 è di scena per la prima volta in una gara della fase finale di una coppa europea, il 3-1 interno del Tottenham sul Qarabağ nel girone J di Europa League.
Nell'edizione 2015-2016 della Youth League si rende protagonista di un clamoroso errore, quando nella gara tra Chelsea e Valencia del 23 febbraio 2016, valida per gli ottavi di finale nega una rete regolare agli spagnoli durante i tiri di rigore. Il pallone tocca un sostegno all'interno della porta e riesce, come se avesse colpito il palo e Jaccottet, non coadiuvato dalla goal-line technology non assegna il gol. Tutti gli altri rigori verranno poi realizzati e quindi la svista si rivelerà decisiva nel passaggio del turno degli inglesi, poi vincitori del torneo.
Il 1º aprile 2017 arbitra in Polonia, in Ekstraklasa, massima serie, Legia Varsavia-Pogoń Stettino 2-0.